# Vladimir Aleksejevitsj Gloezdovski
Vladimir Aleksejevitsj Gloezdovski (Russisch: Владимир Алексеевич Глуздовски) (Tbilisi, 27 mei 1903 – Simferopol, 16 november 1967) was een Sovjet-legergeneraal die het bevel voerde over een veldleger tijdens de Tweede Wereldoorlog.

## Russische burgeroorlog en Interbellum
Vladimir Aleksejevitsj Gloezdovski werd tijdens de Russische Burgeroorlog in mei 1919 opgeroepen voor het Rode Leger en vocht hij als onderdeel van het Orjol Komsomol en Communistisch Detachement aan het Oostfront. Vanaf oktober 1919 zette hij zijn dienst voort in het vrijwillige communistische detachement van het 1e Arbeidersregiment van de 9e divisie fuseliers, dat als onderdeel van het 13e Leger aan het Zuidelijk Front vocht tegen de Strijdkrachten van Zuid-Rusland en deelnam aan de Orjol-Koersk-operatie. Gloezdovski werd in januari 1920 militaire censor in Orjol en werd in april politiek commissaris en plaatsvervangend militair commissaris van de territoriale strijdkrachten, en vanaf mei 1921 was hij soldaat voor speciale opdrachten bij het 25e Afzonderlijke Bataljon van de Tsjeka-troepen.
Na het einde van de Russische Burgeroorlog bleef Gloezdovski dienen in de Tsjeka-troepen vanaf februari 1922. In november 1926 werd hij naar de Vystrel-cursus gestuurd om te studeren. Na zijn afstuderen in november 1927 werd hij bij het 11e Afzonderlijke Bataljon in Batoemi geplaatst, waar hij diende als compagniecommandant en assistent-bataljonscommandant. In januari 1930 werd hij overgeplaatst naar de 4e divisie fuseliers in Barnaoel, waarmee hij diende als hoofd van de school voor junior commandanten. Van april 1932 tot juli 1936 studeerde hij aan de Froenzeacademie, waarna hij stafchef was van het 1e Wit-Russische Gemotoriseerde Gemechaniseerde Regiment. In januari 1938 werd Gloezdovski benoemd tot hoofd van een afdeling van de gevechtstrainingsafdeling van het directoraat grenstroepen in Minsk, en vanaf mei van dat jaar beval hij het 73e Regiment van de NKVD-troepen. Vanaf oktober 1938 was hij plaatsvervangend hoofd van de 4e Afdeling van de Hoofdstaf van de Marine, en in oktober 1939 werd hij chef-staf van de 118e divisie fuseliers in het militair district Noord-Kaukasus. Van november 1939 tot oktober 1940 diende hij als militair adviseur in China. Bij zijn terugkeer naar de Sovjet-Unie in november 1940 werd kolonel Gloezdovski benoemd tot plaatsvervangend commandant van de 1e Gemotoriseerde Divisie van het 7e Gemechaniseerde Korps in het militair district Moskou.

## Tweede Wereldoorlog
Na het begin van Operatie Barbarossa nam de 1e Gemotoriseerde Divisie deel aan de Slag om Smolensk als onderdeel van het 20e Leger van het Westelijk Front. Vanaf oktober 1941 diende Gloezdovski als hoofd van de operationele afdeling van het 26e Leger, dat werd gevormd in het militair district Moskou. Zonder de voltooiing van zijn opleiding werd het leger naar defensieve gevechten gestuurd. Na zware verliezen in de buurt van Mtsensk tijdens de Slag om Moskou werd het leger eind oktober ontbonden, en Gloezdovski werd benoemd tot stafchef van het 31e Leger, dat als onderdeel van het Kalinin Front deelnam aan de verdedigende en offensieve operaties tijdens de Slag om Moskou. Gedurende de winter en lente van 1942 nam het leger deel aan de slagen van Rzjev, waarna het vanaf 20 april in de verdediging ging ten oosten van Zoebtsov. Gloezdovski werd op 3 mei bevorderd tot generaal-majoor. In juli en augustus voegde het leger zich bij het Westelijk Front en nam deel aan de Rzjev-Sytsjovka-operatie. Vanaf februari 1943 leidde generaal-majoor Gloezdovski het 31e Leger, dat als onderdeel van het Kalinin Front deelnam aan het Rzjev-Vjazma Offensief. Vanaf juli 1943 maakte het leger deel uit van het Westelijk Front en nam deel aan de operaties in Smolensk, Spas-Demensk en Jelnja-Dorogoboezj. Gloezdovski werd op 9 september 1943 bevorderd tot luitenant-generaal. Hij leidde het leger in onsuccesvolle positiegevechten tijdens de winter van 1943 tot 1944 in Oost-Belarus. Na het mislukken van het Vitebsk-offensief werd hij in april 1944 ontheven van het commando over het 31e Leger en ter beschikking gesteld van het Hoofddirectoraat Personeel.
In augustus 1944 werd hij benoemd tot commandant van het 7e Leger van het Kalinin Front. Gloezdovski leidde het in de voortgezette opmars in Karelië. Tegen het einde van september bereikte het leger de Sovjet-Finse grens, en op 8 oktober werd het teruggetrokken naar de reserve. In december werd hij benoemd tot commandant van het 6e Leger van het 1e Oekraïense Front, dat hij leidde in het Weichsel-Oderoffensief, het Sandomierz-Silezische offensief en het Neder-Silezische offensief. Gloezdovski beëindigde de oorlog in het commando van het leger dat Breslau belegerde vanaf maart.

## Na de oorlog
Na het einde van de oorlog bleef Gloezdovski het 6e Leger bevelen. Vanaf januari 1946 werd hij overgeplaatst naar de Froenzeacademie, waar hij diende als hoofd van de geavanceerde opleidingscursussen voor commandanten van divisies fuseliers, hoofd van de faculteit militaire geschiedenis, en vanaf juli 1951 als hoofd van de afdeling tactiek voor hogere eenheden. Hij keerde terug naar operationele functies in januari 1955 als stafchef van het militair district Oostzee, en diende vervolgens in dezelfde positie bij het militair district Taurida vanaf januari 1956 en het militair district Transbaikal vanaf juli 1956. In september 1960 werd hij ter beschikking van de Opperbevelhebber van de Landstrijdkrachten geplaatst en in februari 1961 ging hij met pensioen.